# Azadeh Kian
Azadeh Kian-Thiébaut (in persiano آزاده کیان‎; 1958) è una sociologa francese di origini iraniane, direttrice del dipartimento di Scienze Sociali dell'Università Paris-Cité e del Centre d'enseignement, de documentation et de recherches pour les études féministes (CEDREF).
La BBC racconta la sua storia nel progetto "100 Women",  iniziativa volta a raccontare i percorsi di cento donne che hanno contribuito alla società.. 
Ha vinto nel 2024 il premio Latifeh Yaghoobi.

## Biografia
Azadeh Kian è una figura di spicco nella sociologia politica e negli studi di genere, nota per il suo lavoro sulle società iraniane e maghrebine. Ha conseguito il dottorato di ricerca alla prestigiosa UCLA, sotto la guida del celebre sociologo politico Michael Mann.
La sua carriera accademica è iniziata come docente alla UCLA dal 1987 al 1990, dove ha tenuto corsi di sociologia politica, sviluppando una comprensione approfondita delle strutture di potere, soprattutto in relazione al genere e alla politica nelle società musulmane.
Nel 1995, Kian si è trasferita in Francia, unendosi al corpo docente dell'Università Paris III e successivamente all'Università di Paris VIII Saint-Denis. Questo trasferimento ha segnato un momento cruciale nella sua carriera, permettendole di immergersi ulteriormente negli studi interdisciplinari, con un'attenzione particolare alle dinamiche sociopolitiche delle società iraniane e maghrebine. È diventata una figura chiave al CNRS (Centre National de la Recherche Scientifique), dove le sue ricerche sull'Iran hanno ricevuto riconoscimenti internazionali per l'analisi critica della legge islamica (shari'a) e le sue implicazioni per i diritti delle donne e l'uguaglianza di genere.

## Ricerca e pubblicazioni
Il lavoro di Kian è caratterizzato dal suo forte impegno nel comprendere l'intersezione tra genere, religione e potere statale. Nel suo libro del 1999, Avoir vingt ans en Iran (Alternatives, 1999), offre una vivida descrizione dei giovani iraniani, alle prese con le complessità della tradizione e della modernità in un contesto politicamente carico. Nel libro del 2002, Les femmes iraniennes entre islam, État et famille (Maisonneuve & Larose), approfondisce ulteriormente la sua esplorazione del genere, concentrandosi sul modo in cui le donne iraniane negoziano i loro ruoli all'interno dello stato islamico, della famiglia e della società. In La République islamique d'Iran : de la maison du Guide à la raison d'État (Michalon, 2005), fornisce un'analisi completa del sistema politico iraniano, dissezionando il rapporto complesso tra autorità religiosa e governance statale.
Kian ha contribuito estensivamente a riviste accademiche e al dibattito pubblico. Nel 1996, il suo articolo Des femmes iraniennes contre le clergé: islamistes et laïques pour la première fois unies è stato pubblicato su Le Monde diplomatique. Questo articolo è stato significativo in quanto evidenziava l'insolita unità tra donne iraniane islamiste e laiche nella loro opposizione al potere del clero. Nel 2010, ha proseguito la sua critica alle strutture patriarcali con l'articolo Islamic Feminism in Iran: A New Form of Subjugation or the Emergence of Agency?, pubblicato su Critique internationale, in cui esamina criticamente le contraddizioni del femminismo islamico e si interroga se esso davvero empodere le donne o funzioni come una nuova forma di sottomissione. La sua voce è stata una forza critica e persistente contro il perpetuarsi delle leggi islamiche che minano l'uguaglianza di genere, sostenendo invece i diritti umani universali.
È tra le donne della diaspora iraniana più consultate al mondo per discutere le evoluzioni sociali e politiche del suo paese d’origine.
Ha descritto il momento della morte di Mahsa Amini come un punto di svolta cruciale, segnando un raro caso in cui la società civile ha sfidato direttamente l’autorità del regime iraniano: “Ciò che è senza precedenti in queste proteste è che le donne stanno guidando la carica.”
Nell’ottobre 2022, ha preso la parola al Parlamento Europeo come ospite invitata dopo un incontro con la sua Presidente, Roberta Metsola, ricevendo una standing ovation dai membri del Parlamento Europeo in riconoscimento del suo contributo. Ha parlato su Les Echos Belgium della talebanizzazione del potere in Iran. Nel novembre 2022, ha affermato che la crisi in Iran è una rivoluzione volta a cambiare il regime e non solo una protesta della società civile.
Ha condannato l’attacco di Israele all’Iran durante un’intervista del 13 giugno con France24, dichiarando che i raid missilistici hanno colpito non solo impianti nucleari ma anche infrastrutture civili. Ha sottolineato che le azioni di Israele costituiscono una violazione del diritto internazionale e dei diritti umani, osservando in particolare che il concetto di guerra preventiva non ha alcuna base legale nel diritto internazionale.

## Impatto e riconoscimenti
L'influenza di Kian si estende oltre il mondo accademico fino alla vita pubblica, dove è riconosciuta come una figura chiave nella diaspora iraniana. Il Servizio d'informazione religiosa (SIR) l'ha descritta come "la donna più ascoltata della diaspora iraniana," sottolineando il suo ruolo di pensatrice critica e commentatrice sui tumulti politici e sociali all'interno dell'Iran.
Nel 2020, Kian ha diretto come editor principale il lavoro internazionale Genre et transgressions : Représentation, agentivité, autodétermination, un'opera collettiva pubblicata dai Cahiers du CEDREF. Questo progetto ha riunito contributi di studiosi internazionali e ricercatori di genere, creando un dialogo ricco su trasgressione e agency nelle esperienze di genere coinvolgendo scienziati sociali sia dai paesi OCSE sia dal Global South.
I suoi contributi accademici culminano nel 2024 con la pubblicazione di Rethinking Gender, Ethnicity and Religion in Iran: An Intersectional Approach to National Identity, pubblicato da Bloomsbury Publishing in Canada. Questa opera innovativa le è valsa il prestigioso premio Latifeh Yaghoobi per la sua eccezionale capacità di trattare l'intersezionalità nel contesto iraniano, contribuendo a ridefinire il concetto di identità nazionale attraverso l'obiettivo del genere e dell'etnicità.